# Cellokonsert
Cellokonsert, eller Konsert för cello, eller violoncell, och orkester, är ett oftast relativt omfångsrikt verk för cellosolist och symfoniorkester. 
Berömda cellokonserter har skrivits av bland andra Joseph Haydn, Antonín Dvořák, Robert Schumann, Dmitrij Sjostakovitj, Antonio Vivaldi, Edward Elgar och Camille Saint-Saëns. 
Se konsert (musikverk) för beskrivning verk komponerat för soloinstrument, t.ex. cello, och orkester.